# María Miramontes
María Miramontes (Bergondo, 6 de abril de 1895 - Buenos Aires, 17 de septiembre de 1964), fue una activista e intelectual nacionalista gallega.

## Trayectoria
Nació en Santa María de Guísamo (Bergondo), un caserío 19 km al sureste de La Coruña, hija de Vicente Miramontes y Antonia Matos, ambos trabajadores. A principios del siglo XX se trasladó con su familia a La Coruña, donde en 1906 comenzó a trabajar ―con 11 años de edad― en un taller de costura   donde recibió su formación como modista.
En 1886, 1901 y 1903,  habían tenido lugar en La Coruña grandes huelgas protagonizadas por mujeres. Esta ciudad también tenía una profunda tradición republicana que se manifestaba en su vida cultural y en su comportamiento político. Al mismo tiempo, en lugares como la Cova Céltiga (‘la cueva celta’) germinaba un incipiente pensamiento nacionalista y galleguista. María Miramontes era una joven despierta, inteligente y abierta; se educó en ese mundo y así frecuentó núcleos republicanos, donde empezó a relacionarse con otras mujeres que tuvieron un papel destacado en el nacionalismo gallego y en el republicanismo, como Elvira Bao Maceiras, Amparo López Jean y Pilar Castro.
En 1918 ―a los 23 años― empezó a militar en las Irmandades da Fala (Hermandades del Habla), de cuya junta directiva  formó parte. Esta entidad llegaría a tener más de 200 socias.
Seguramente en estos ambientes republicanos, progresistas y galleguistas se encontró con Ángel Casal Gosende, el hombre con el que compartiría el pensamiento, la esperanza y la militancia, aunque también el sufrimiento y la muerte.
En septiembre de 1920 se casaron. Se instalaron en un apartamento de la rúa Panadeiras n.º 9, y allí mismo abrieron una tienda de telas, una de las primeras que existió en La Coruña.
Las pocas ventas la obligaron a dedicarse también a su profesión de costurera, mientras que Ángel completaba la economía con clases de francés y traducciones al gallego.

La pareja puso en marcha muchas iniciativas. Recibieron una carta de Labarta Pose, enviada desde Barcelona, en la que este les proponía fundar una editorial. El proyecto no se pudo llevar a cabo, por lo que la pareja consideró viajar a Buenos Aires ―donde Casal había estado dos años antes de conocer a María―
Pero poco después Ángel Casal se asoció con su amigo Leandro Carré Alvarellos, y en noviembre de 1924 fundaron la editorial Lar, con Carré como director y Casal como administrador.
En agosto de 1927, por diferencias surgidas entre Leandro Carré y Ángel Casal, ambos fundadores se separaron.
Casal se quedó con el local primitivo, y en él fundó la editorial Nós, y siguió imprimiendo la revista homónima, que ya no cambiará de impresor y que a partir del número 44 y hasta su desaparición será dirigida por Vicente Risco (como «director artístico»), y Ángel Casal como administrador.
En 1927 María Miramontes tuvo un aborto que la dejó física y psíquicamente afectada, porque nunca podría tener hijos.
María Miramontes y Ángel Casal dirigieron la Escola de Insiño Galego (la primera escuela primaria con enseñanza del idioma gallego), con educación bilingüe, inspirada en los principios de la Institución Libre de Enseñanza. En ella estudiaron gratuitamente más de un centenar de niños. El maestro era el propio Casal.
El 14 de abril de 1931 sucedió la proclamación de la República, que hizo vivir días de esperanza y entusiasmo en la ciudad de La Coruña. A los pocos meses decidieron mudarse a Santiago de Compostela por motivos económicos y políticos: estar más cerca del Instituto de Estudios Gallegos, ya que la editorial Nós publicaba todas las obras de esta institución, y tal vez porque pensaron que en poco tiempo  Santiago se convertiría en la capital de Galicia. Cuando en diciembre de 1931 nació el Partido Galleguista, María, junto con Genoveva Casal y otras mujeres, trabajaron para convencer al pueblo de Galicia, y en particular a las mujeres, de la necesidad de que Galicia se dotara de una fuerza política propia.
Su jornada de trabajo como costurera, casi interminable, se compatibilizaba con la política y con su participación en las reuniones de la editorial Nós. Su preocupación era la convicción de que dentro del Partido Galleguista tenía que formarse una organización femenina. Así, el 25 de julio de 1933 ―Día de la Patria―, un grupo de mujeres activistas del partido, entre ellas María, firmaron un llamamiento público dirigido a todas las mujeres a tomar conciencia de los valores gallegos. Esta especie de manifiesto se dio a conocer al público el 3 de agosto de 1933 en el diario La Razón de Lalín y tres días después en A Nosa Terra. Coincidiendo con la publicación de este llamamiento, en este último periódico se crea una sección fija dedicada a las mujeres, titulado «O recanto da muller» (‘el rincón de la mujer’).
En febrero de 1936, con la victoria del Frente Popular ―al que se había adherido el Partido Galeguista, Ángel Casal fue elegido concejal del Ayuntamiento de Santiago, y a continuación alcalde, por votación entre los concejales. Este cargo llevaba aparejado los de vicepresidente de la Diputación de La Coruña y miembro del Comité Central de Autonomía.
María Miramontes participó activamente en la campaña de apoyo al Estatuto de Autonomía de Galicia, que se refrendaría el 26 de junio de 1936. El 17 de julio, en Madrid (capital de España), Ángel Casal hizo entrega del Estatuto, junto con toda la Comisión designada para esta función, al presidente del Parlamento y el presidente de la República.
Sin embargo, el 18 de julio de 1936, el general Francisco Franco llevó a cabo un golpe de Estado contra la democracia española. El 20 de julio, Ángel Casal, que acababa de llegar de Madrid, se hizo cargo de la alcaldía de Santiago de Compostela y se puso al frente del Comité Republicano de Santiago.
Esa misma noche, el 21 de julio a las 0:00 horas, las fuerzas militares golpistas desconocieron a las autoridades democráticas y obligaron a Casal a entregar el mando. María y Ángel escaparon a la parroquia Vilantime (en el municipio de Arzúa), de donde era la familia de Ángel. El martes 4 de agosto un vecino lo delató, por lo que Ángel fue detenido y llevado a La Falcona, la cárcel de Santiago. Para María comenzó una etapa de sufrimiento. Por todos los medios trató de mantener vivo a Ángel Casal, pero al igual que muchos hombres y mujeres fue paseado y fusilado en la carretera de Cacheiras en la noche del 18 de agosto de 1936 (la misma noche en que fue asesinado el poeta Federico García Lorca, a quien Ángel Casal había publicado varios poemas).
Fue encontrado al día siguiente, tirado en una zanja de la carretera. En su certificado de defunción señala que falleció por una hemorragia (sin mencionar el fusilamiento).
Su casa y su taller fueron asaltados y robados por los fascistas, sus máquinas destruidas:

Un librero de Vigo compró los libros y las publicaciones que tenía la imprenta Nós. Al llegar los cajones de libros a esta ciudad, unos jóvenes, luciendo unas camisas del color de su idealismo, prendieron fuego a todos los libros. María Miramontes, quien había compartido la empresa, los trabajos, y que incluso financiara con la costura las quiebras y los apuros económicos, huyó a Buenos Aires (dónde sino).
Xesús Carro

María se quedó unos días en La Coruña en la casa de los Casal con el fin de organizar sus papeles para exiliarse, y recopilar y almacenar todos los objetos personales, fotografías y correspondencia que todavía pudieran conservar la memoria de su vida con Ángel.
Dos semanas después, en noviembre de 1936, como muchas otras mujeres, llena de dolor y vestida de negro, se embarcó vía Lisboa (Portugal) rumbo al exilio en Buenos Aires (capital de Argentina), donde tenía a parte de su familia emigrada. Cuando llegó allí retomó su profesión de modista, para preservar su independencia económica.
Unos años más tarde, María se casó con su primo Pedro Miramontes, quien residía en la misma casa en la que vivía. Pero sus conversaciones y su vida estaban más vinculadas a la familia Seoane: con Luis, Maruxa y Rafael podía hablar de su Compostela perdida, del Estatuto, de la esperanza de un nuevo país con un pueblo libre, con su propio idioma, y sobre todo, podía hablar, llorar y evocar la memoria de Ángel, su compañero y amante que siempre permaneció en su corazón.
María Miramontes murió el 17 de septiembre de 1964 en el Sanatorio del Centro Gallego de Buenos Aires.
En marzo de 1965, el periódico A Nosa Terra (‘nuestra tierra’) de Buenos Aires publicó una nota necrológica escrita por Maximino Brocos (seudónimo de Luis Seoane). Pero a partir de ese momento el silencio convirtió a María Miramontes en una mujer injustamente invisibilizada.

Con unha diferencia de mes ou mes e medio finaron no Sanatorio do Centro Gallego de Buenos Aires dúas persoalidades ilustres de Galicia, María Miramontes y Ramón Suárez Picallo... Quen lle diría por aqueles anos 1932 ou 1933 a ise mozo abogado aínda non iniciado entón na súa profesión, amigo parellamente de Picallo, de Casal y de María, con quienes ás vegadas tíñase xuntado na hora do té no café Español de aquela cidade e que colaboraba con Casal no que podía, coma outros universitarios, hoxe, algúns, escritores ou profesionales de sona, que tiña de sere a tanta lonxanía de tempo i espacio nunha cidade lonxana de Santiago, ista de Buenos Aires, moradía de María Miramontes y de Suárez Picallo, probe cronista das súas mortes no desterro, lonxe de todo canto tiñan amado intensamente e de aquelas ilusións de fai trinta anos?
Con una diferencia de mes o mes y medio fallecieron en el Sanatorio del Centro Gallego de Buenos Aires dos personalidades ilustres de Galicia, María Miramontes y Ramón Suárez Picallo... ¿Quién le diría por aquellos años de 1932 o 1933 a ese joven abogado todavía no iniciado entonces en su profesión, amigo paralelamente de Picallo, de Casal y de María, con quienes a las vegadas se había juntado a la hora del té en el café Español de aquella ciudad, y que colaboraba con Casal en lo que podía, como otros universitarios ―hoy, algunos, escritores o profesionales renombrados―, que tendría que ser a tanta lejanía de tiempo y espacio, en una ciudad lejana de Santiago, esta de Buenos Aires, morada de María Miramontes y de Suárez Picallo, pobre cronista de su muerte en el destierro, lejos de todo cuanto habían amado intensamente y de aquellas ilusiones de hace treinta años?
Luis Seoane e Isaac Díaz Pardo

El trabajo de una costurera como María Miramontes fue decisivo para la cultura gallega. Con su sueldo alimentó económicamente iniciativas como Irmandades da Fala y las editoriales Lar y Nós, aunque sea su marido, Ánxel Casal, quien tenga una biblioteca con su nombre.
Gonzalo Vázquez (Vilaboa, 1983), diseñador

En 2007, el municipio de Santiago de Compostela puso su nombre a una calle.